# Hải lưu vòng Nam Cực

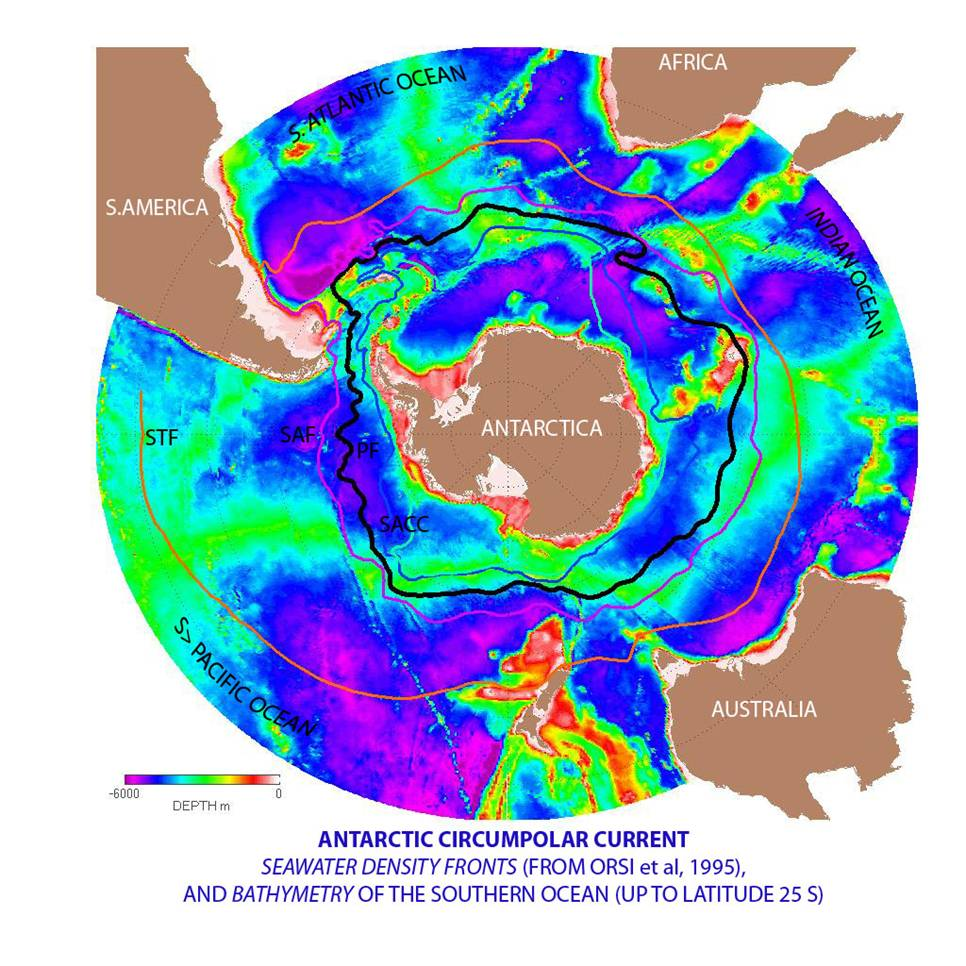
Dòng chảy vòng Nam Cực

Hải lưu vòng Nam Cực (ACC) là một dòng hải lưu chảy chiều kim đồng hồ từ phía tây sang đông xung quanh Nam Cực. ACC là hải lưu chủ đạo của Nam Băng Dương và có một vận chuyển trung bình từ 100-150 triệu m³/s, nên nó là dòng hải lưu đại dương lớn nhất hiện nay. Hải lưu này đi quanh Nam Cực do thiếu đại lục lớn kết nối với Nam Cực và điều này sẽ giúp nước biển ấm áp không đến được Nam Cực, tạo điều kiện cho lục địa này duy trì khối băng khổng lồ của nó.

### Sources
- Smith, R.; Desflots, M.; White, S.; Mariano, A. J.; Ryan, E. H. (2013). "The Antarctic Circumpolar Current". Rosenstiel School of Marine & Atmospheric Science. Bản gốc lưu trữ ngày 14 tháng 6 năm 2010. Truy cập tháng 5 năm 2015. {{Chú thích web}}: Kiểm tra giá trị ngày tháng trong: |ngày truy cập= (trợ giúp)